# 크리박급 호위함

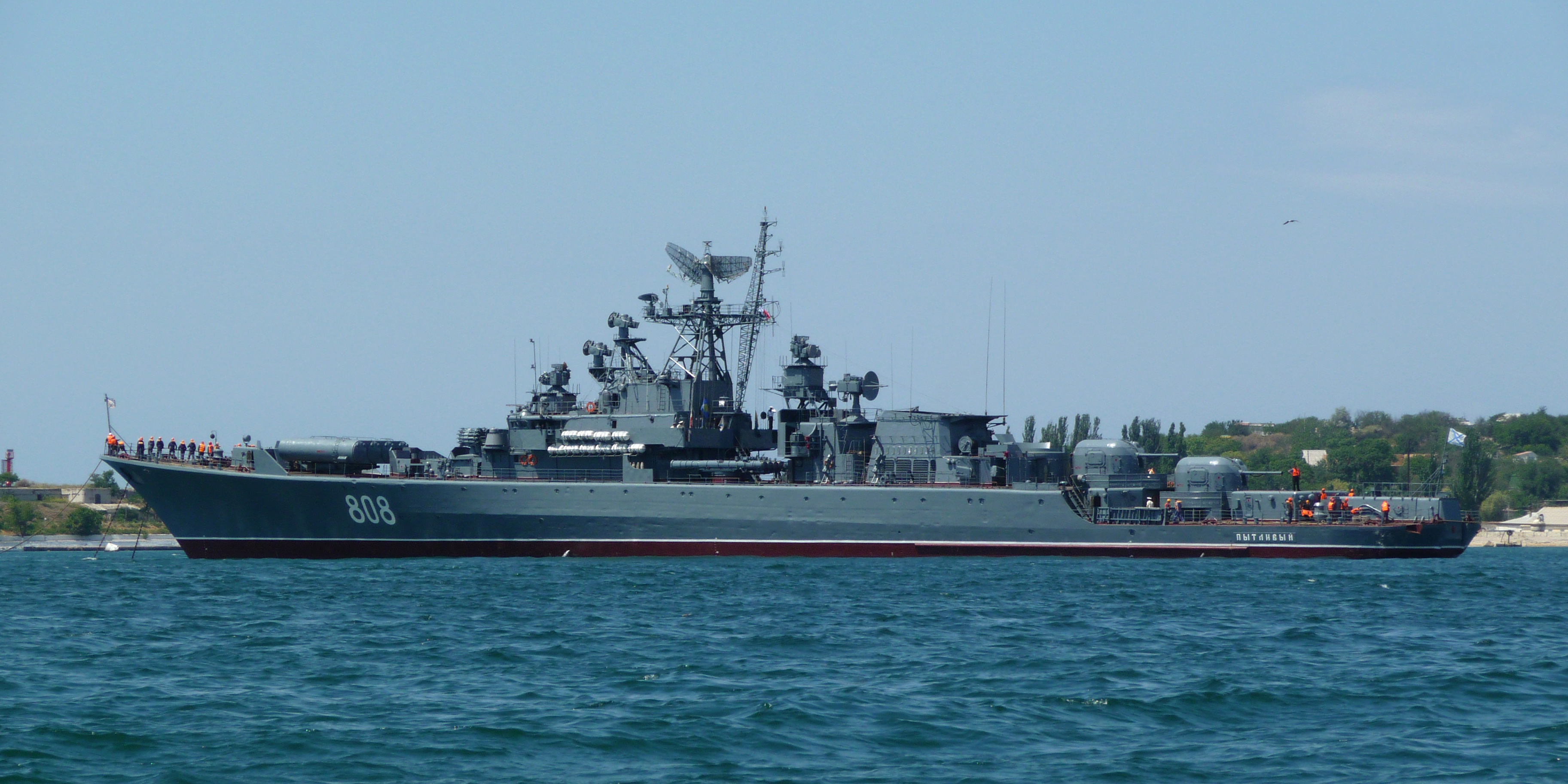

크리박급 호위함(Krivak-class frigate, Project 1135 Burevestnik)은 1970년부터 주로 소련 해군을 위해 소련에서 건조된 프리깃 및 경비정 시리즈이다. 나중에 일부 하부 모델인 Nerey(네레우스)가 KGB의 해안경비용으로 설계되었다. 1977년까지 이 급의 선박들은 대형 대잠수함선박으로 간주되었다.
이 선박은 NATO 보고명으로 크리박(Krivak)을 사용하며 크리박 I, 크리박 II, 크리박 IV(해군), 크리박 III(해안경비)급으로 나뉜다.